# امیرآباد (دورود، شمال)
امیرآباد یک روستا در ایران است که در شهرستان دورود واقع شده‌است. امیرآباد ۴۷۷ نفر جمعیت دارد.